# Negomir
Negomir – wieś w Rumunii, w okręgu Gorj, w gminie Negomir. W 2011 roku liczyła 580 mieszkańców.